# Diocèse de Timișoara
Le diocèse de Timișoara (en latin : Dioecesis Timisoarensis, en roumain : Dieceza de Timișoara, en hongrois : Temesvári Római Katolikus Püspökség) est un diocèse catholique de Roumanie de rite latin de la province ecclésiastique de Bucarest dont le siège est situé à Timișoara, dans le Județ de Timiș. L'évêque actuel est József-Csaba Pál (en), depuis 2018.

## Historique

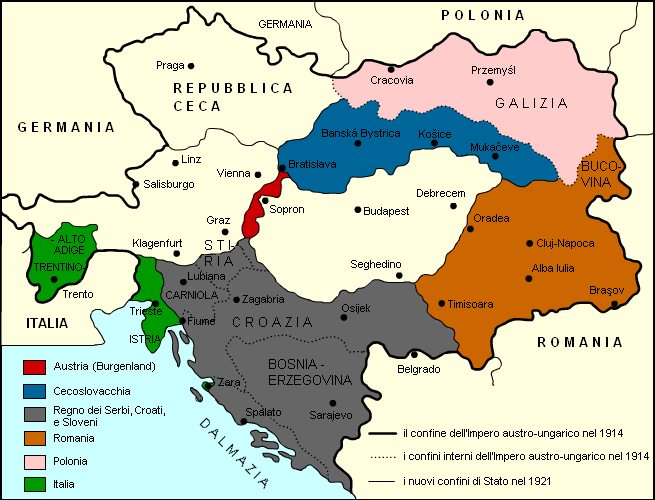
Nouvelles frontières à la suite des traités de Saint-Germain et de Trianon

Après la Première Guerre mondiale et le traité de Trianon, les frontières entre la Hongrie et le royaume de Roumanie ont été modifiées.
Le 17 février 1923 est créé l'administration apostolique de Timişoara détachée du diocèse de Csanád.
Un concordat est signé le 10 mai 1927 entre le Saint-Siège et le Royaume de Roumanie créant pour l'Église catholique de rite latin un archidiocèse à Bucarest et quatre diocèses suffragants, à Alba-Julia, Timișoara, Satu Mare et Oradea Mare (Gran Varadino, Nagyvárad) unies aeque principaliter, l'administration apostolique du territoire d'Oradea Mare cesse et passe sous la juridiction de l'évêque de Satu Mare, et Iași.
Le pape Pie XI élève l'administration apostolique de Timișoara en diocèse de Timișoara, le 5 juin 1930.

## Églises du diocèse
- L'église Saint-Georges (en roumain : Catedrala romano-catolică Sfântul Gheorghe) est la cathédrale du diocèse de Timișoara.
- Basilique mineure Notre-Dame de Radna, dans la commune de Lipova.

## Évêques
- - Augustin Pacha (de), administrateur apostolique, du 23 avril 1927 jusqu'au 10 octobre 1930, auparavant évêque titulaire de Lebedus (de) (1927-1930),
- Augustin Pacha, évêque de Timișoara du 10 octobre 1930 au 4 novembre 1954,
  - Joseph Pless, ordinaire substitut, 1950-1951,
  - Iván Frigyér, ordinaire substitut, 1951-1954,
  - Konrad Kernweisz, ordinaire substitut, 1954-1981,
  - Ferdinand Hauptmann, ordinaire substitut, 1981-1983,
  - Sebastian Kräuter, ordinaire substitut, 1983-1990,
- Sebastian Kräuter, du 14 mars 1990 jusqu'au 24 juin 1990,
- Martin Roos, 24 juin 1999 jusqu'au 16 mai 2018,
- József-Csaba Pál (en), depuis le 16 mai 2018.